# 1. Box-Club Magdeburg
Der 1. Box-Club Magdeburg gehört zum Magdeburger Sportverein 1990 (MSV 90). Der 1. BCM war in der Saison 1998/1999 und 1999/2000 deutscher Mannschaftsmeister im Amateurboxen. Durch den Ausstieg des heutigen Boxpromoters Ulf Steinforth (SES) zerstritt sich der Verein. Der halbe Trainerstab und viele Boxer im Senioren- und Juniorenbereich verließen den 1. BCM und traten im reaktivierten Boxverein Punching Magdeburg ein.